# The Late Great Townes Van Zandt
| Recensione     | Giudizio        |
| -------------- | --------------- |
| AllMusic       | [ 1 ]           |
| Sputnikmusic   | 3.8 (Excellent) |
| Piero Scaruffi | [ 3 ]           |

The Late Great Townes Van Zandt è il sesto album di Townes Van Zandt, pubblicato dalla Poppy Records nel 1972. Il disco fu registrato al Jack Clement Recording Studios di Nashville, Tennessee (Stati Uniti).

## Tracce
Brani composti da Townes Van Zandt, eccetto dove indicato
Lato A
1. No Lonesome Tune – 4:25
2. Sad Cinderella – 4:15
3. German Mustard – 2:56 (Rocky Hill, Townes Van Zandt)
4. Don't Let the Sunshine Fool Ya' – 2:32 (Guy Clark)
5. Honky Tonkin' – 3:45 (Hank Williams)
6. Snow Don't Fall – 2:25

Lato B
1. Fraulein – 2:42 (Lawton Williams)
2. Pancho & Lefty – 3:40
3. If I Needed You – 3:48
4. Silver Ships of Andilar – 5:11
5. Heavenly Houseboat Blues – 2:52 (Susanna Clark, Townes Van Zandt)

## Musicisti
- Townes Van Zandt - chitarra acustica, voce
- Charles Cochran - pianoforte, tastiere, arrangiamenti
- Jim Colvard - chitarra
- Jack Clement - mandolino, produttore
- Vassar Clements - fiddle
- Joe Allan - basso
- Kenny Malone - batteria